# Грчка на Светском првенству у атлетици у дворани 2012.
Грчка је на Светском првенству у атлетици у дворани 2012. одржаном у Истанбулу од 9. до 11. марта учествовала четрнаести пут, односно, учествовала је на свим првенствима до данас. Репрезентацију Грчке представљала су седам такмичара (5 мушкарца и 2 жене), који су се такмичили у шест дисциплина.
На овом првенству Грчка је по броју освојених медаља делила 11. место са једном освојеном медаљом (злато). У табели успешности према броју и пласману такмичара који су учествовали у финалним такмичењима (првих 8 такмичара) Грчка је са 4 учесника у финалу делила 16. место са 18 бодова. Поред тога остварен је један лични рекорд и три најбоља лична резултата сезоне.
| Плас. | Земља | 1. место | 2. место | 3. место | 4. место | 5. место | 6. место | 7. место | 8. место | Бр. финал. | Бод. |
| ----- | ----- | -------- | -------- | -------- | -------- | -------- | -------- | -------- | -------- | ---------- | ---- |
| =21.  | Грчка | 1        | 0        | 0        | 1        | 0        | 1        | 1        | 0        | 4          | 18   |

## Учесници
| Мушкарци: - Костадинос Дувалидис — 60 м препоне - Димитриос Хондрокукис — Скок увис - Костантидос Баниотис — Скок увис - Костадинос Филипидис — Скок мотком - Луис Цатумас — Скок удаљ | Жене: - Eléni Filándra — 800 м - Ники Панета — Троскок |  |

## Освајачи медаља (1)

### Злато (1)
- Димитриос Хондрокукис — Скок увис

## Резултати

### Мушкарци
| Атлетичар             | Дисциплина  | Лични рекорд | Квалификације | Квалификације | Полуфинале           | Полуфинале           | Финале               | Финале       | Детаљи                                       |
| Атлетичар             | Дисциплина  | Лични рекорд | Резултат      | Место         | Резултат             | Место                | Резултат             | Место        | Детаљи                                       |
| --------------------- | ----------- | ------------ | ------------- | ------------- | -------------------- | -------------------- | -------------------- | ------------ | -------------------------------------------- |
| Костадинос Дувалидис  | 60 м        | 7,63 НР      | 7,83          | 6. у гр. 4    | Није се квалификовао | Није се квалификовао | Није се квалификовао | 17 / 29 (32) | Архивирано на веб-сајту (15. септембар 2013) |
| Димитриос Хондрокукис | Скок увис   | 2,32         | 2,29 кв, ЛРС  | 3             |                      |                      | 2,33 ЛР              |              |                                              |
| Костантидос Баниотис  | Скок увис   | 2,32         | 2,29 кв       | 10            | 2,31 ЛРС             | 5 / 19               |                      |              |                                              |
| Костадинос Филипидис  | Скок мотком | 5,75 НР      |               |               |                      |                      | 5,70                 | 7 / 9 (10)   |                                              |
| Луис Цатумас          | Скок удаљ   | 8,04 НР      | 8,00 КВ       | 4             |                      |                      | 7,88                 | 6 / 15       |                                              |

### Жене
| Атлетичарка    | Дисциплина | Лични рекорд | Квалификације | Квалификације | Финале                | Финале       | Детаљи |
| Атлетичарка    | Дисциплина | Лични рекорд | Резултат      | Место         | Резултат              | Место        | Детаљи |
| -------------- | ---------- | ------------ | ------------- | ------------- | --------------------- | ------------ | ------ |
| Eléni Filándra | 800 м      | 2:02,08 НР   | 2:02,67       | 4. у гр. 3    | Нису се квалификовале | 8 / 16 (18)  |        |
| Ники Панета    | Троскок    | 14,47        | 13,98         | 7. у гр. Б    | Нису се квалификовале | 11 / 28 (30) |        |